# 國際皇后小姐
國際皇后小姐（英語：Miss International Queen）也稱為「國際變性人選美大賽」，是一項由蒂芬妮秀芭堤雅公司（Tiffany's Show Pattaya Company）組織的跨性別選美活動，首届於2004年在泰國芭堤雅舉辦。該項活動除了在2008年因為局勢混亂停辦外，每年賽期固定在三月第一個星期六在芭堤雅舉行。冠軍獎品包括一頂桂冠、450,000泰銖獎金、一間位於芭達亞的公寓，為期一年以及其它贊助者提供的獎品。
所有參賽者必須是年滿18-36歲，出生性別為男性的跨性別者，按規定，所有參賽者必須是代表具體的國家或地區。泰國參賽者必須先參加蒂芬妮秀芭堤雅公司於5月中旬舉辦的蒂芬妮環球小姐（Miss Tiffany's Universe）競賽，蒂芬妮環球小姐將代表泰國參加國際皇后小姐選美大賽。
舉辦國際皇后小姐活動的目的包括：
1. 促進跨性別者的國際競爭機會。
2. 提供民眾一個暸解跨性別者的平臺。
3. 促進國際社會對人權的認識。
4. 推廣皇家泰國愛滋病基金會的捐贈活動。
5. 建立LGBT社群與國際社會之間的友好關係。
6. 與泰國政府旅遊辦事處合作，增加芭堤雅的旅遊收益。
7. 將芭堤雅發展成為一個世界知名的娛樂城市。
8. 向國際社會展示LGBT社群的文化，搭建一個援助的橋樑。

## 參賽名單和統計

### 歷届優勝者
| 年度 | 冠軍                | 亞軍                | 季軍                | 其他榮譽 |
| ---- | ------------------- | ------------------- | ------------------- | --- |
| 2004 | 德里差達·貝差拉德   | 阿麗莎·拉妮         | 瑪·克里斯蒂娜·丹丹  | - 最佳民族服裝獎： 翠兒 - 最佳晚禮服獎： 阿麗莎·拉妮 - 最佳泳裝獎： 德里差達·貝差拉德 - 親善小姐： 伊蕾恩·蘇埃 - 最上鏡小姐： 安琪拉                                                                         |
| 2005 | 咪咪·馬克斯         | 由莉                | 迪丹德里·魯集拉農   | - 最佳民族服裝獎： 由莉 - 最佳晚禮服獎： 咪咪·馬克斯 - 最上鏡小姐： 瑪莉·珍·卡斯特羅 - 親善小姐： 奥利維亞·勞倫 - 才藝天使： 蒂芬妮·羅斯                                                                     |
| 2006 | 伊莉卡·安德魯斯     | 帕特麗西亞·蒙特卡羅 | 拉德拉維·集拉帕巴庫 | - 最佳民族服裝獎： 瑪麗亞 - 最佳晚禮服獎： 菲莉西亞·宣 - 雷普利最受歡迎小姐： 亞歷克西斯·馬里納斯·哈羅米洛 - 才藝天使： 多瑪妮可·薩佩勒 - 最上鏡小姐： 阿梅拉·埃斯格拉 - 親善小姐： 賽娜·瑪麗埃·巴貝爾       |
| 2007 | 丹雅拉德·集拉帕巴恭 | 阿蕾卡·巴洛斯       | 香奈兒·馬德里加爾   | - 最佳民族服裝獎： 月島紅 - 最佳晚禮服獎： 香奈兒·馬德里加爾 - 雷普利最受歡迎小姐： 萊茵·瑪麗埃·馬德里加爾 - 才藝天使： 格蕾西亞·里巴斯 - 最上鏡小姐： 梅拉妮亞·阿曼塔 - 親善小姐： 伊蕾恩·蘇埃              |
| 2008 | 停辦                | 停辦                | 停辦                | 停辦 |
| 2009 | 春菜愛              | 康莎達·翁杜沙德庫   | 丹妮爾拉·馬可斯     | - 最佳民族服裝獎： 索拉維·納德 - 最佳晚禮服獎： 桑妮·迪-利特 - 才藝天使： 春菜愛 - 親善小姐： 戈迪芭·瑪麗埃·阿爾卡切 - 最上鏡小姐： 康莎達·翁杜沙德庫                                                        |
| 2010 | 韓蜜妮              | 竹內亞美            | 絲塔莎·桑切斯       | - 最佳民族服裝獎： 韓蜜妮 - 最佳晚禮服獎： 娜拉達·探塔那功 - 才藝天使： 梅拉妮亞 - 親善小姐： 史黛拉·洛卡 - 最上鏡小姐： 竹內亞美 - 完美肌膚小姐： 亞歷山德拉 - 雷普利最受歡迎小姐： 芭比·高斯特             |
| 2011 | 斯拉帕斯頌·阿塔亞功 | 莎哈拉              | 瑪格麗特            | - 最佳民族服裝獎： 雅詩敏·德琳姆 - 最佳晚禮服獎： 藤川花梨 - 才藝天使： 卡卡 - 親善小姐： 莫哈·蒙特利瑟 - 最上鏡小姐： 尤妮·凯利 - 完美肌膚小姐： 斯拉帕斯頌·阿塔亞功 - 雷普利最受歡迎小姐： 瑪麗安·阿格列斯 |
|      |                     |                     |                     | |
|      |                     |                     |                     | |
|      |                     |                     |                     | |
|      |                     |                     |                     | |

### 歷届參賽者

#### 2004年參賽者[14]
| - 不動美樹（Miki Yoshikawa） - 榊不二子（Fujiko Sakaki） - 德里差達·貝差拉德（Treechada Petcharat） - 恩景（Eun Kyung） - 山崎司（Tsukusa Yamazaki） - とも（Tomo） - 索妮亞·斯里茲斯塔（Sonia Slizstar） - 娜塔莎（Natasha） | - 翠兒（Choi） - 埃普·派·門多薩（Apple Pie Mendoza） - 維娜（Vena） - 伊蕾恩·蘇埃（Ireen Sue） - 珍妮·韓（Chenny Han） - 雪兒（Cher） - 美姬（Megie） - 阿麗莎·拉妮（Arisha Rani） | - 西爾維·伊安（Sylvie Iynn） - 安琪拉（Angela） - 森道（Sengdao） - 譚卓恩（Yan）(2012年離世） - 米雪兒（Michelle） - 瑪·克里斯蒂娜·丹丹（Ma Cristina Dandan） - 潔西（Jesse） |

#### 2005年參賽者[15]
| - 亞莉·阿麗娜（Ally Arena Tech） - 瑪莉·珍·卡斯特羅（Mary Jane Castro） - 丸山花音（Kanon Maruyama） - 占塔·貝奇斯里戈（Chantha Petchsrikwa） - 薩拉·戈米斯·特羅諾（Sara Gomiz Trono） - 山崎司（Tsukasa Yamazaki） | - 安德莉莎（Andressa） - 伊蕾恩·蘇埃（Ireen Sue） - 維多利亞·拉爾（Victoria Ral） - 斯坎·帕西菲科（Scan Pacifico） - 奥利維亞·勞倫（Olivia Lauren） - 由莉（Yu Ri） | - 迪丹德里·魯集拉農（Tiptantree Rujiranon） - 蒂芬妮·羅斯（Tiffany Ross） - 咪咪·馬克斯（Mimi Marks） - 多妮塔·高登（Donita Gauten） - 薩娜·布拉克斯頓（Zsane' Braxton） - 米卡·洛克·阿德里亞諾（Mika Loc Adriano） |

#### 2006年參賽者[16]
| - 阿西亞·維塔勒（Asia Vitale） - 莎莎（Shasha） - 卡塔麗娜·伊萊特·哈利利（Katarina Ileth Halili） - 莉亞·特魯（Leah True） - 克里斯蒂娜·安達雅（Baby Christina Andaya） - 多妮塔·克勞恩·利納帕坎（Donita Crown Linapacan） - 阿梅拉·埃斯格拉（Armela Esguera） - 菲莉西亞·宣（Phylliscia Hsuan） | - 達琳·伊利亞那（Darlene Illyana） - 亞歷克西斯·馬里納斯·哈羅米洛（Alexis Marinas Jaromillo） - 多瑪妮可·薩佩勒（Domanique Shappelle） - 凯瑟琳·科爾（Kathryn Cole） - 帕特麗西亞·蒙特卡羅（Patricia Montecarlo） - 朝川光（Hikaru Asakawa） - 亞歷山德拉·達·科斯塔（Alessandra Da Costa） - 喬伊絲（Joyce） | - 黛安娜·馬斯卡羅斯（Diana Mascaros） - 賽娜·瑪麗埃·巴貝爾（Shaina Marie Barber） - 伊莉卡·安德魯斯（Erica Andrews） - 克里斯蒂娜·馬德里加爾（Kristina Madrigal） - 拉德拉維·集拉帕巴庫（Ratravee Jiraprapakul） - 西爾維亞（Sylvia） - 瑪麗亞（Maria） |

#### 2007年參賽者[17]
| - 布魯娜·卡巴拉爾（Bruna Cabral） - 卡米拉·普林斯（Camila Pryns） - 娜塔莎·林（Natasha Lim） - 萊茵·瑪麗埃·馬德里加爾（Rain Marie Madrigal） - 梅拉妮亞·阿曼塔（Melania Armenta） - 佩爾拉·基加曼（Perla Quigaman） - 蘇菲亞·蒙塔那（Sofia Montana） - 格蕾西亞·里巴斯（Gresia Rivas） - 茹比·貝拉·科魯斯（Ruby Bella Cruz） | - 弗朗欣·加爾西亞（Francine Garcia） - 阿肯恰·莫克登（Akanchya Moktan） - 春菜愛（Ai Haruna） - 丹雅拉德·集拉帕巴恭（Tanyarat Jirapatpakon） - 安傑莉·拉瑪（Anjali Lama） - 布米卡·沙萊什塔（Bhumika Shrestha） - 阿蕾卡·巴洛斯（Aleika Barros） - 香奈兒·馬德里加爾（Chanel Madrigal） - 希瑪·薩伊娜（Shima Shyna） | - 喬安娜·英格利特·卡斯提拉內斯·布斯塔利諾（Joana Ingrid Castillanes Bustalino） - 伊蕾恩·蘇埃（Ireen Sue） - 梅拉妮亞·羅布勒斯·拉克遜（Melania Robles Lacson） - 帕特麗西亞·比諾托（Patricia Binotto） - 茉莉·英特納雄耐爾（Jazmine International） - 月島紅（Beni Tsukishima） |

#### 2009年參賽者[18]
| - 高楚楚（Maggie Gao） - 桑妮·迪-利特（Sunny Dee-Lite） - 漢比·林·加爾西亞（Jamby Lim Garcia） - 阿森塔·梅伊（Asunta Mae） - 康莎達·翁杜沙德庫（Kangsadal Wongdusadeekul） - 卡蜜莉亞·齊爾瑪（Camillia Dzelma） | - 月島紅（Beni Tsukishima） - 洛克斯奈·芬瑟卡（Roxanne Fonseka） - 安娜·瑪麗埃（Anna Marie） - 春菜愛（Ai Haruna） - 索拉維·納德（Sorawee Nattee） - 桑德希亞·拉瑪（Sandhya Lama） | - 戈迪芭·瑪麗埃·阿爾卡切（Godiva Marie Arcachie） - 冴島柚姫（Yuki Saejima） - 丹妮爾拉·馬可斯（Daniela Marques） - 奈莎·羅佩茲（Naysha Lopez） - 史黛絲·雅各布斯（Stacey Jacobs） - 瑪麗亞·絲莉塔·伊莉卡·菲德羅亞（Maria Selita Erica Fideroa） |

#### 2010年參賽者[19]
| - 雪莉·伊莎貝拉（Cheryl Isabella） - 芭比·高斯特（Barbie Gauthier） - 切米拉（Chamila） - 克萊爾·哈洛（Claire Harlow） - 妮可西絲·薩隆加（Nixie Salonga） - 希瑪·薩伊娜（Baby Shima Shyna） - 絲塔莎·桑切斯（Stasha Sanchez） - 娜拉達·探塔那功（Nalada Thamthanakorn） | - 韓蜜妮（Mini） - 米雪莉（Michelly X） - 桑妮·迪-利特（Sunny Dee-Lite） - 米蘭達·黛安娜·克爾（Miranda Diana Kerr） - 本貝姆·拉達薩（BemBem Radaza） - 史黛拉·洛卡（Stella Rocha） - 蘇西·維拉（Susi Villa） - 亞歷山德拉（Alexandra） | - 梅格希娜·拉瑪（Meghna Lama） - 凯蒂·肯尼迪（Katie Kennedy） - 竹內亞美（Ami Takeuchi） - 切爾西·瑪麗埃（Chelsea Marie） - 艾絲黛拉·羅德雷爾（Estelle Roedrer） - 梅拉妮亞（Melania） |

#### 2011年參賽者[20]
| - 雅詩敏·德琳姆（Yasmin Dream） - 莎哈拉（Sahhara） - 瑪麗安·阿格列斯（Marian Arguelles） - 切米拉（Chamila） - 斯拉帕斯頌·阿塔亞功（Sirapassorn Atthayakorn） - 卡卡（Lucky） - 伊莉卡·博格斯（Herika Borges） - 瑪麗·德·弗朗希（Marry de Francy） | - 香奈兒（Chanel） - 芭芭拉·斯特朗格（Varvara Strange） - 婭妮亞（Yannia） - 哈塞爾·安達拉達（Hazel Andarada） - 瑪萊卡（Malaika） - 絲基爾·歐哈拉·門若（Silkie O'Hara Munro） - 藤川花梨（Karin Fujikawa） - 瑪格麗特（Margaret） | - 亞歷山德拉·瓦爾加斯（Alessandra Vargas） - 米雪兒（Michelle） - 艾絲黛拉·羅德雷爾（Estelle Roedrer） - 尤妮·凯利（Yuni Carey） - 凡妮莎（Vanessa） - 莫哈·蒙特利瑟（Mokha Montrese） - 德維·富圖納（Dewi Fortuna） |

### 統計

#### 歷届參賽人數
| 年度 | 參賽人數 | 半決賽                                                                              | 決賽                     |
| ---- | -------- | ----------------------------------------------------------------------------------- | ------------------------ |
| 2004 | 23       | 泰國、 印度、 菲律賓、 菲律賓、 菲律賓、 马来西亚、 日本、 新加坡、                 | 泰國、 菲律賓、 印度     |
| 2005 | 18       | 泰國、 巴西、 菲律賓、 美国、 菲律賓、 美国、 美国、 美国、 菲律賓                  | 泰國、 美国              |
| 2006 | 23       | 泰國、 日本、 菲律賓、 菲律賓、 菲律賓、 菲律賓、 美国、 马来西亚、 墨西哥、        | 泰國、 菲律賓、 墨西哥   |
| 2007 | 24       | 泰國、 瑞士、 哥伦比亚、 波多黎各、 日本、 日本、 菲律賓、 菲律賓、 巴西、 马来西亚 | 泰國、 菲律賓、 巴西     |
| 2008 | 停辦     | 停辦                                                                                | 停辦                     |
| 2009 | 18       | 泰國、 英国、 日本、 菲律賓、 菲律賓、 菲律賓、 泰國、 美国、 日本、 巴西           | 泰國、 日本、 巴西       |
| 2010 | 22       | 泰國、 瑞典、 美国、 日本、 加拿大、 哥伦比亚、 美国、 菲律賓、 法國                | 日本、 美国              |
| 2011 | 23       | 日本、 菲律賓、 菲律賓、 委內瑞拉、 智利、 泰國、 黎巴嫩、 奈及利亞、 巴西、 古巴   | 泰國、 黎巴嫩、 奈及利亞 |

#### 最多優勝國家或地區
- 泰國 3次（2004年、2007年、2011年）
- 美国 1次（2005年）
- 墨西哥 1次（2006年）
- 日本 1次（2009年）
- 1次（2010年）

## 另見
- 國際跨星小姐
- 大陸小姐
- 蒂芬妮環球小姐
- 世上最美麗跨性別競選

## 註腳
1. ↑  .   [2012-08-24]. （原始内容存档于2020-02-13）.
2. ↑  Miss Tiffany's Universe 2012 | Bangkok Post: multimedia
3. ↑  .   [2012-08-24]. （原始内容存档于2019-05-15）.
4. ↑  . 蒂芬妮秀芭堤雅公司.   [2012-08-25]. （原始内容存档于2012-05-30）.
5. ↑  . 蒂芬妮秀芭堤雅公司.   [2012-08-25]. （原始内容存档于2012-05-30）.
6. ↑  . 蒂芬妮秀芭堤雅公司.   [2012-08-25]. （原始内容存档于2012-05-30）.
7. ↑  . 蒂芬妮秀芭堤雅公司.   [2012-08-25]. （原始内容存档于2012-05-27）.
8. ↑  . 蒂芬妮秀芭堤雅公司.   [2012-08-25]. （原始内容存档于2012-05-27）.
9. ↑  . 蒂芬妮秀芭堤雅公司.   [2012-08-25]. （原始内容存档于2012-05-27）.
10. ↑  . 蒂芬妮秀芭堤雅公司.   [2012-08-25]. （原始内容存档于2012-12-01）.
11. ↑  . 蒂芬妮秀芭堤雅公司.   [2012-08-25]. （原始内容存档于2012-12-01）.
12. ↑  . 蒂芬妮秀芭堤雅公司.   [2012-08-25]. （原始内容存档于2012-07-29）.
13. ↑  . 蒂芬妮秀芭堤雅公司.   [2012-08-25]. （原始内容存档于2012-06-05）.
14. ↑  . 蒂芬妮秀芭堤雅公司.   [2012-08-25]. （原始内容存档于2011-11-10）.
15. ↑  . 蒂芬妮秀芭堤雅公司.   [2012-08-25]. （原始内容存档于2011-12-29）.
16. ↑  . 蒂芬妮秀芭堤雅公司.   [2012-08-25]. （原始内容存档于2013-01-30）.
17. ↑  . 蒂芬妮秀芭堤雅公司.   [2012-08-25]. （原始内容存档于2011-12-29）.
18. ↑  . 蒂芬妮秀芭堤雅公司.   [2012-08-25]. （原始内容存档于2012-03-28）.
19. ↑  . 蒂芬妮秀芭堤雅公司.   [2012-08-25]. （原始内容存档于2011-12-19）.
20. ↑  . 蒂芬妮秀芭堤雅公司.   [2012-08-25]. （原始内容存档于2012-05-30）.

## 外部連結
- （英文）蒂芬妮秀芭堤雅公司 （页面存档备份，存于）
- Facebook - Miss International Queen